# Paraphrophora simplex
Paraphrophora simplex är en insektsart som beskrevs av Fowler 1897. Paraphrophora simplex ingår i släktet Paraphrophora och familjen spottstritar. Inga underarter finns listade i Catalogue of Life.